# سانت هيلينز الجنوبية (دائرة انتخابية في المملكة المتحدة)
سانت هيلينز الجنوبية (بالإنجليزية: St Helens South)‏ هي إحدى الدوائر الانتخابية في المملكة المتحدة الممثلة في مجلس العموم في برلمان المملكة المتحدة.
عضو البرلمان الذي يمثلها حالياً هو :Rt Hon Shaun Woodward (Lab).